# Cryptopimpla eleganta
Cryptopimpla eleganta är en stekelart som beskrevs av Kolarov 1984. Cryptopimpla eleganta ingår i släktet Cryptopimpla och familjen brokparasitsteklar. Inga underarter finns listade i Catalogue of Life.